# Recital de guitarra
Recital de guitarra de Paco de Lucía (Koncert gitarowy Paco de Lucii) – album studyjny Paco de Lucii.

## Lista utworów
Wszystkie utwory skomponowane przez Francisco Sánchez Gómez (Paco de Lucía), poza zaznaczonymi
| 1.  | "El Vito"                                               | 3:25  |
|     |                                                         |       |
| 2.  | "Mi Inspiración"                                        | 3:17  |
|     |                                                         |       |
| 3.  | "Malagueña de Lecuona" (Ernesto Lecuona)                | 4:32  |
|     |                                                         |       |
| 4.  | "Serranía de Ronda"                                     | 4:11  |
|     |                                                         |       |
| 5.  | "Rumba Improvisada"                                     | 4:05  |
|     |                                                         |       |
| 6.  | "Temas del Pueblo" (tradycyjny; aranżacja: de Lucía)[3] | 4:39  |
|     |                                                         |       |
| 7.  | "Plazuela"                                              | 3:52  |
|     |                                                         |       |
| 8.  | "Zarda de Monty" (Jacques Monty)                        | 2:59  |
|     |                                                         |       |
| 9.  | "Andalucía de Lecuona" (Ernesto Lecuona)                | 4:18  |
|     |                                                         |       |
| 10. | "Fuente Nueva"                                          | 3:28  |
|     |                                                         |       |
|     |                                                         | 38:46 |
|     |                                                         |       |

## Personel
Paco de Lucía – gitara flamenco

Ramón de Algeciras – gitara flamenco

Enrique Jiménez – gitara

Paco Cepero – gitara

Isidro de Sanlúcar – gitara

Julio Vallejo